# Gerold Loos
Gerold Loos (* 25. Januar 1925 in Wertheim) ist ein deutscher Steuerrechtler und Vorstandsmitglied a. D. der Agrippina-Versicherungs AG.

## Leben
1943 machte Loos das Abitur in Passau und wurde unmittelbar danach zur Wehrmacht eingezogen. Nach der Landung Alliierten in der Normandie wurde er Ende 1944 gefangen genommen und war bis Juni 1946 Kriegsgefangener.
Ab 1946 begann Loos ein Studium der Rechtswissenschaften in München, das er 1949 als Referendar beendete. 1953 wurde er Assessor und danach war seine Promotion mit summa cum laude in Rechtswissenschaft mit dem Dissertationsthema: Probleme bei der Umwandlung einer Gesellschaft mit beschränkter Haftung in eine Aktiengesellschaft. 1953 folgte die Promotion in Volkswirtschaft zum Thema: Die deutsche Steuerpolitik seit 1945 im Dienste einer besseren Kapitalversorgung. Seit 1953 ist er Rechtsanwalt und Fachanwalt für Steuerrecht.
Nach kurzzeitiger Mitarbeit beim Arbeitgeberverband in Köln wurde er 1954 Chefsyndikus der Bayer Schering Pharma AG in Berlin. Von 1960 bis 1964 war er Assistent des Chefs der Vermögensverwaltung eines Zweigs der Thyssenfamilie. Von 1964 bis 1970 war er Direktor der Steuerabteilung der Mannesmann AG, von 1970 bis 1974 Mitglied der Geschäftsleitung der SKF Kugellagerfabriken, ab 1974 Direktor der Rechts-, Steuer und Revisionsabteilung der Agrippina Versicherungs AG und ab 1980 bis zu seiner Pensionierung 1990 dort auch Vorstandsmitglied.

## Publikationen
Seit den 1950er Jahren hat Loos etwa 100 Aufsätze in Fachzeitschriften zum Steuerrecht veröffentlicht. Der Schwerpunkt seiner Arbeit lag dabei auf den steuerlichen Aspekten der Veräußerung von Unternehmensteilen und Anteilen am Kapital sowie auf den steuerlichen Auswirkungen von Änderungen der Unternehmensform.
Zum Umwandlungssteuergesetz veröffentlichte er 1969 einen Kommentar. In zweiter Auflage bis 1976 ist der Kommentar als Loseblattsammlung mit mehreren Ergänzungslieferungen erschienen.

## Werke
- Umwandlungs-Steuergesetz. Verlagsbuchhandl. des Inst. d. Wirtschaftsprüfer, Düsseldorf 1969.
- Die deutsche Steuerpolitik seit 1945 im Dienste einer besseren Kapitalversorgung. München 1953.
- Probleme bei der Umwandlung einer Gesellschaft mit beschränkter Haftung in eine Aktiengesellschaft. o. O., 1950.

| Personendaten    | Personendaten            |
| ---------------- | ------------------------ |
| NAME             | Loos, Gerold             |
| KURZBESCHREIBUNG | deutscher Steuerrechtler |
| GEBURTSDATUM     | 25. Januar 1925          |
| GEBURTSORT       | Wertheim                 |